# Bucephala clangula
El porrón osculado (Bucephala clangula) es una especie de ave anseriforme de la familia Anatidae común en lagos de agua fría de Eurasia y Norteamérica. 

## Descripción

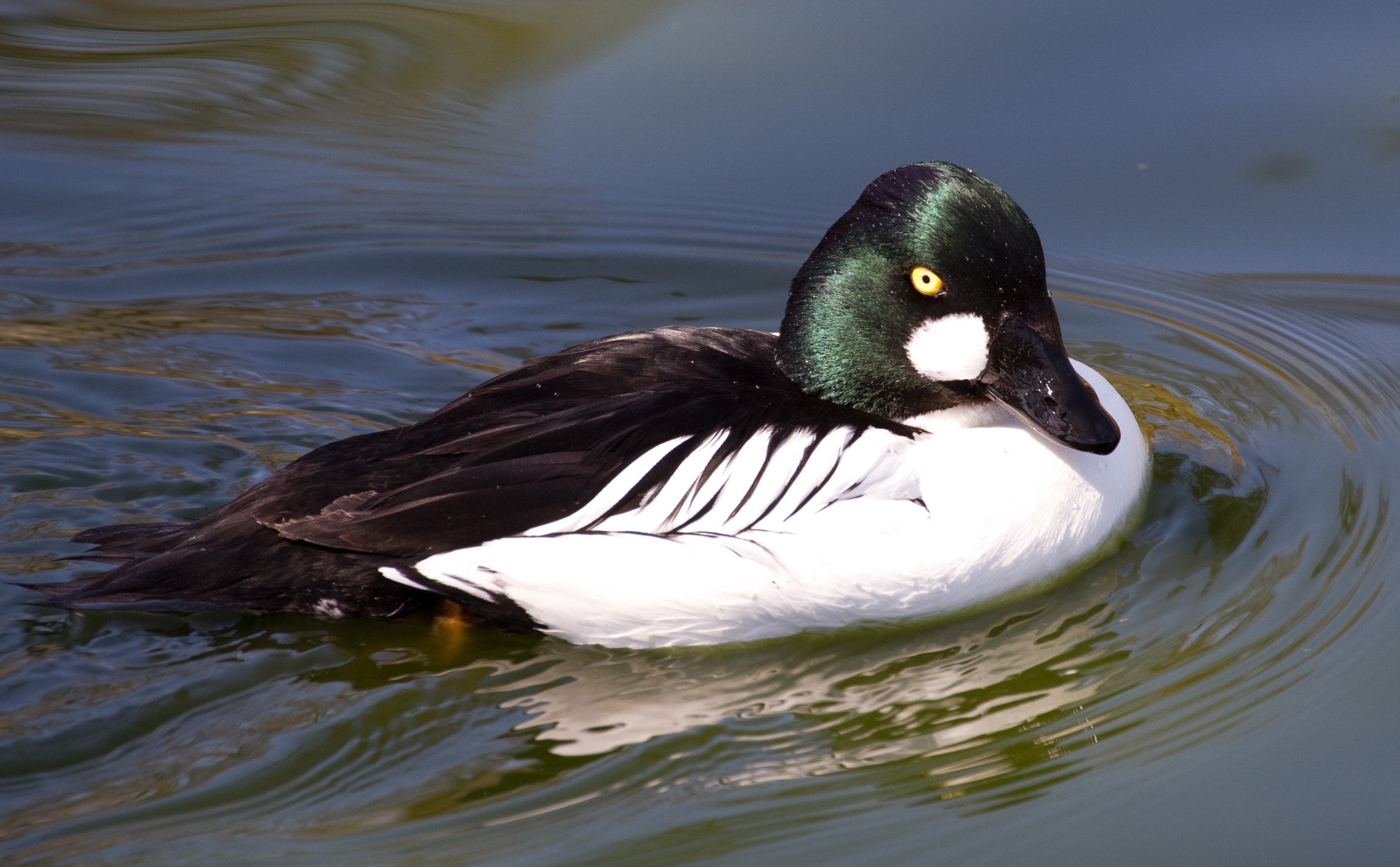
Macho de B. c. clangula.

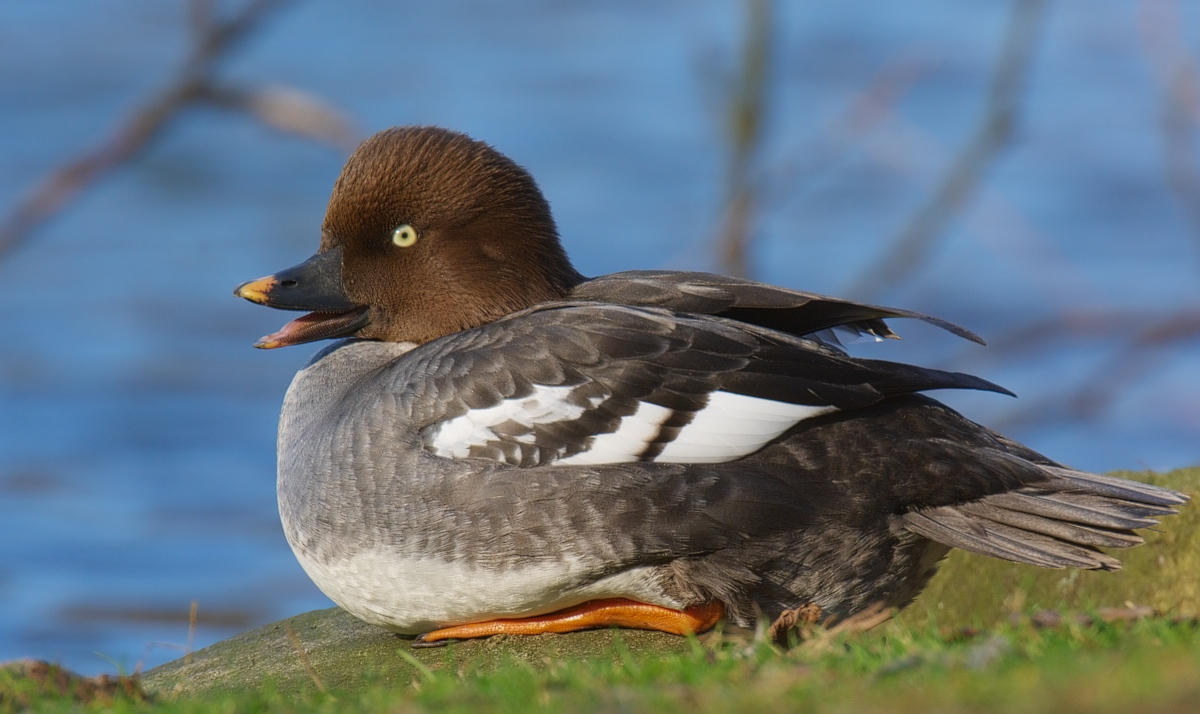
Hembra de B. c. clangula.

Es una especie de pato con un marcado dimorfismo sexual. Los machos adultos miden entre 45–52 cm y tienen un peso entre 888 y 1400 g, mientras que las hembras miden entre 40–50 cm y pesan entre los 500 y 1182 g. Los machos tiene la cabeza negra con iridiscencias verdes, salvo una mancha blanca redondeada en la parte frontal de la mejilla, que da nombre común a la especie al atribuirse popularmente esta mancha blanca a un beso. Además posee los ojos amarillos y un pico negruzco triangular. Su espalda, alas y cola son negros (excepto las plumas secundarias), mientras que el resto de su plumaje es blanco. Las hembras tienen la cabeza de color castaño, el las partes superiores y costados grisáceo, mientras que su vientre es blanco. También tienen las secundarias y el cuello blancos. Las hembras tienen el iris de los ojos blanquecino o de un amarillo menos intenso que los machos, y pueden tener una mancha anaranjada en la punta del pico. Las patas de ambos sexos son de color anaranjado.
El plumaje de eclipse del macho es similar al de la hembra pero manteniendo algunas plumas oscuras en la cabeza.

## Taxonomía y etimología

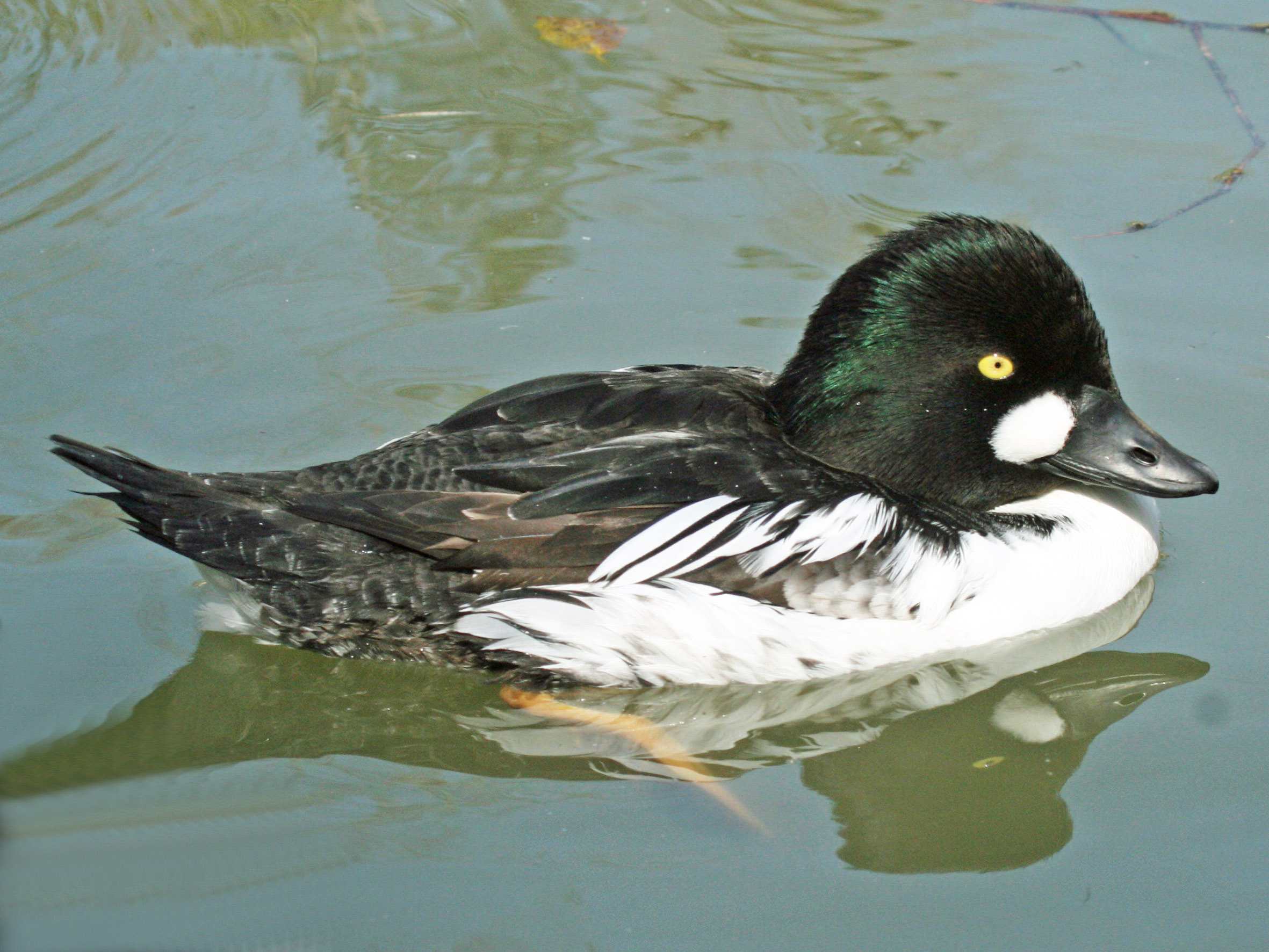
Macho de B. c. americana.

El porrón europeo fue descrito científicamente por Carlos Linneo en 1758 en la décima edición de su obra Systema naturae, con el nombre de Anas clangula. Posteriormente fue trasladado al género Bucephala, creado por Spencer Fullerton Baird en 1858.
El nombre de su género, Bucephala, procede de las palabras griegas bous «toro» y kephale «cabeza», en referencia al tamaño de su cabeza. En cambio su nombre específico, clangula, es un término neolatino resultante de la combinación del verbo clangere «resonar» y la partícula diminutiva ula, en referencia al silbido que produce el batir de sus alas.
Se reconocen dos subespecies, diferenciadas principalmente por el tamaño corporal y el grosor del pico:
- Bucephala clangula clangula - subespecie eurasiática;
- Bucephala clangula americana - subespecie americana.

## Distribución y hábitat
Su hábitat de cría es la taiga del norte de Eurasia y Norteamérica. Se extiende por los lagos y ríos de los bosques boreales de Eurasia, desde Escandinavia hasta Kamchatka, y en Norteamérica por gran parte de Canadá y el extremo norte de Estados Unidos. Son aves migratorias que pasan el invierno en lagos y pantanos de latitudes templadas o en aguas costeras protegidas, como los estuarios, de ambos continentes. Ocasionalmente aparecen individuos divagantes en el sur de Europa y el subcontinente Indio.

## Comportamiento

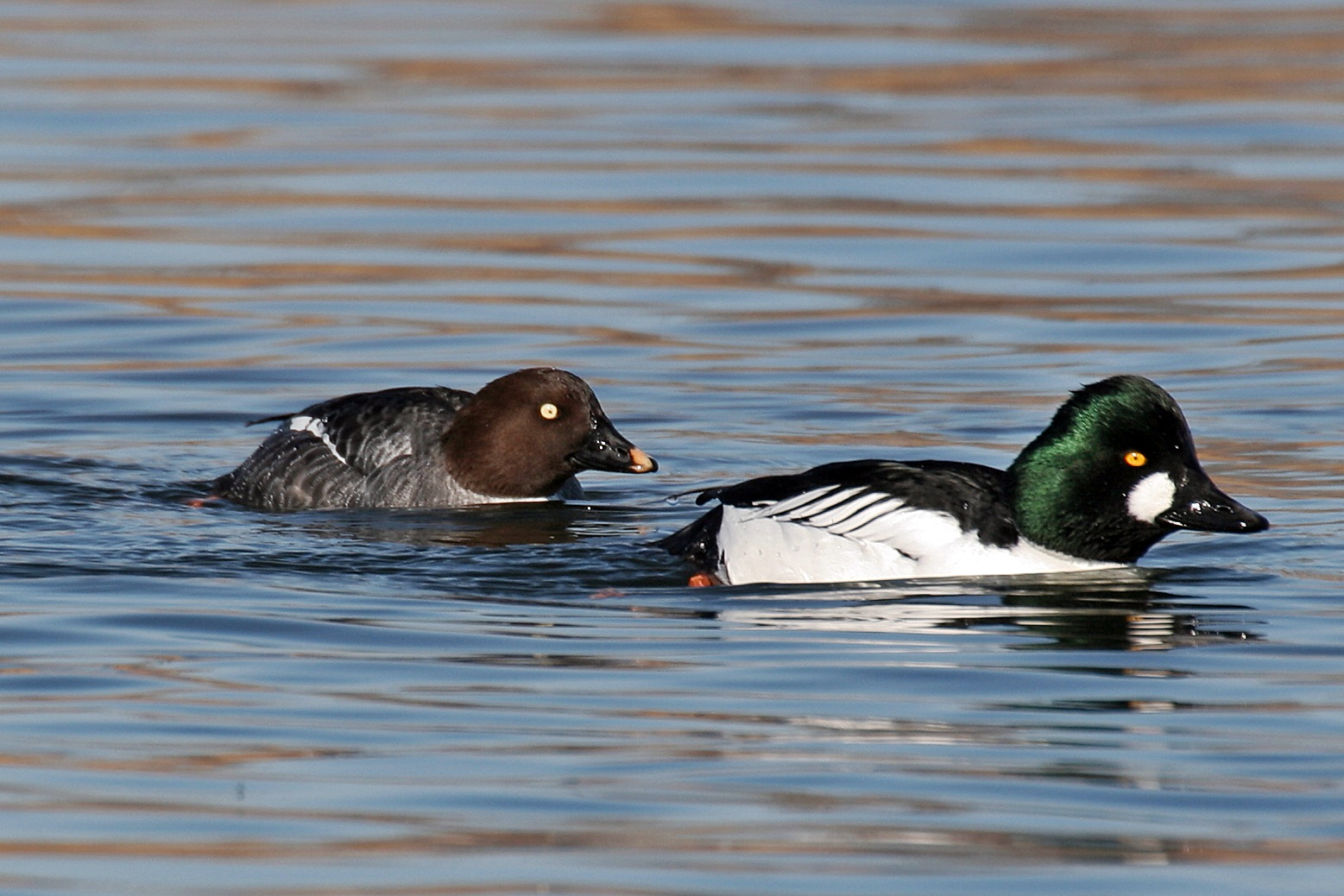
Pareja.

Se trata de un pato tímido, que fácilmente alza el vuelo, en bandadas, emitiendo un silbido fuerte. Los grupos están compuestos fundamentalmente por hembras e inmaduros.
Su voz es nasal, mecánica, cuando están en exhibición nupcial; los juveniles y la hembra emplean una nota doble chirriante.

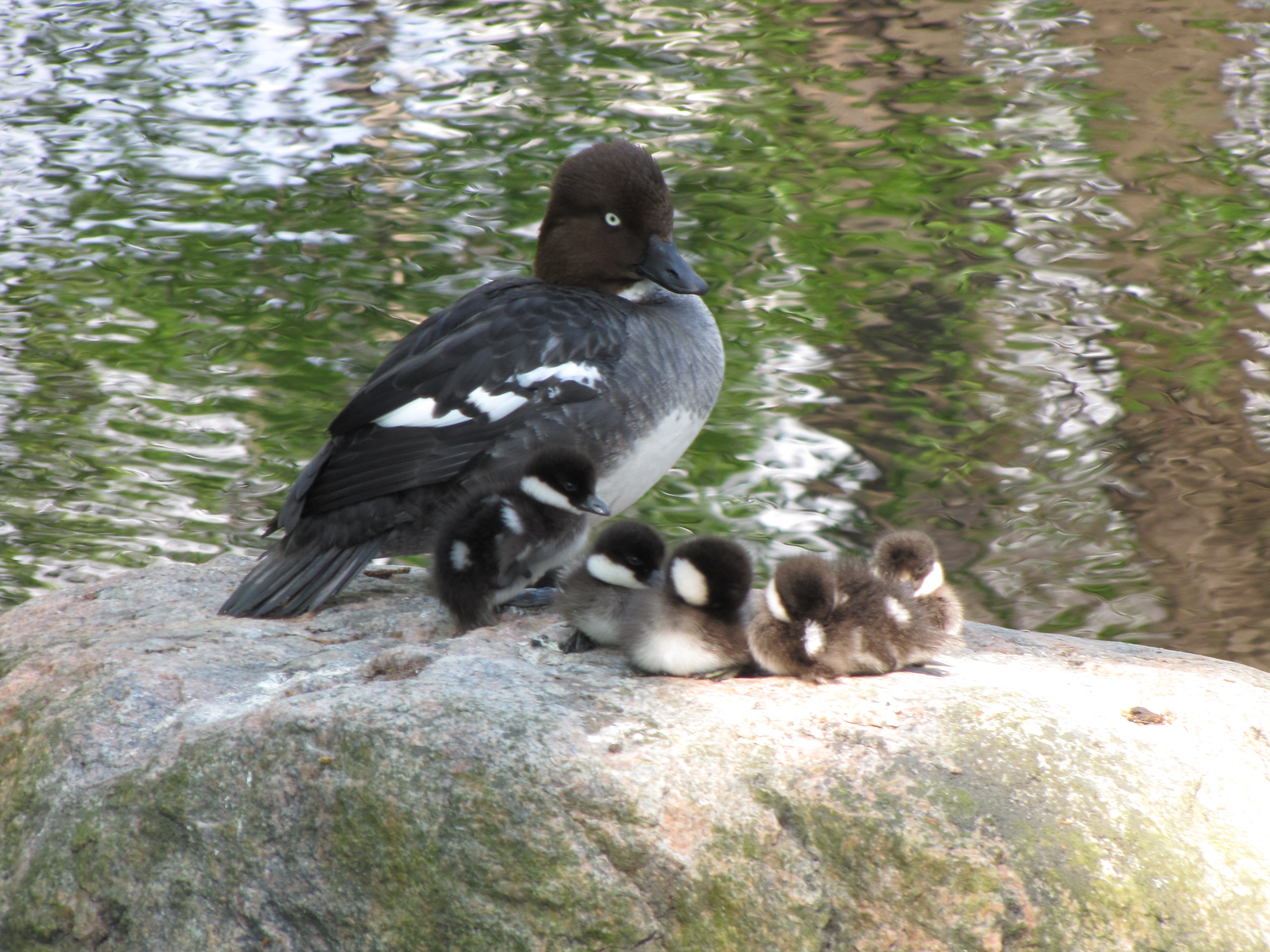
Hembra con sus crías en Finlandia.

### Reproducción

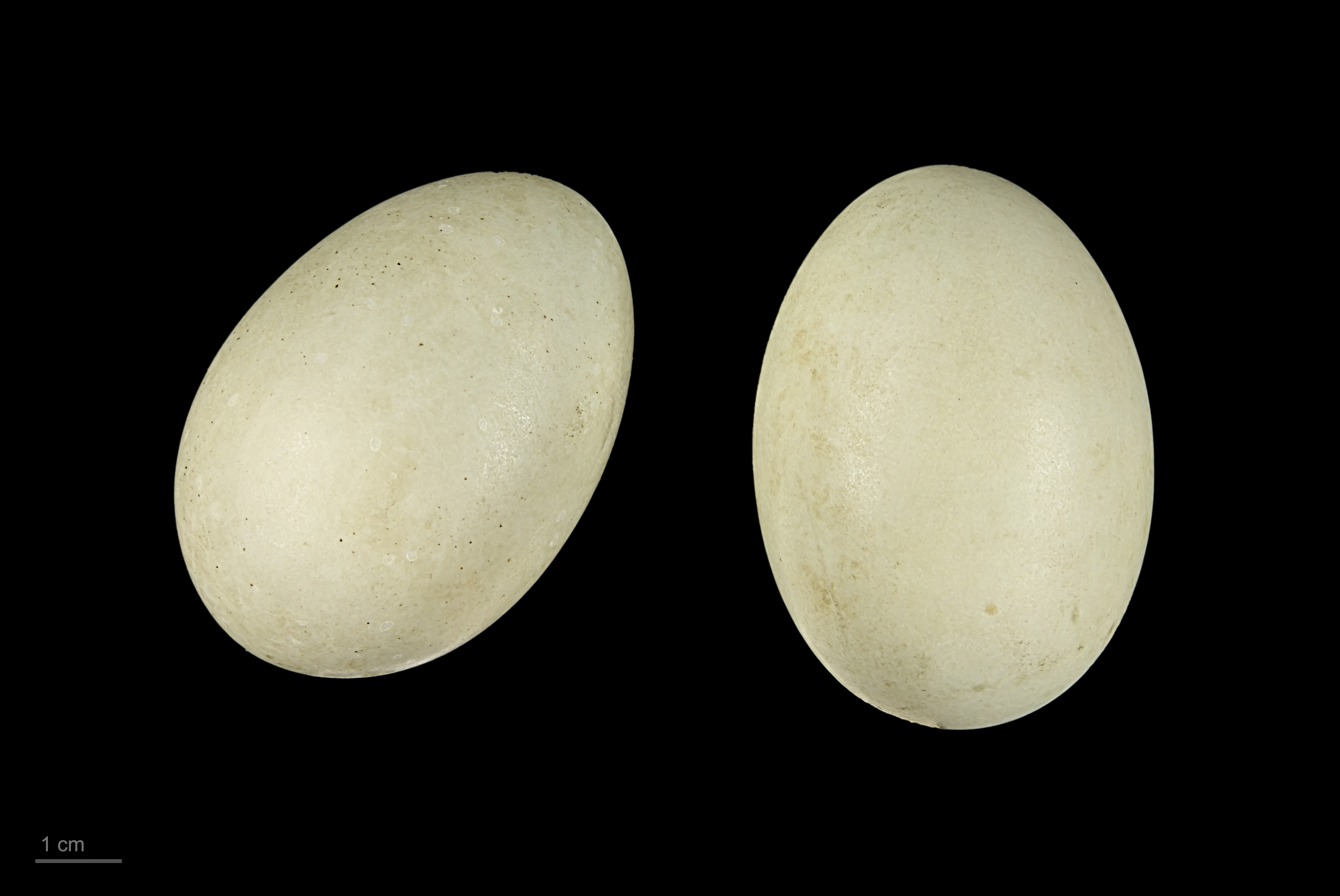
Bucephala clangula - MHNT

Anidan de abril a junio. Construyen su nido en las cavidades de los árboles con materia vegetal y tapizado de plumón. Los huecos donde ubican su nido suele haberse producido por la rotura de ramas o por pájaros carpinteros grandes. Suelen realizar una nidada por año. El tamaño medio de sus huevos es 43,3 x 59,3 mm con un peso de 64 g. El periodo de incubación dura entre 28 y 32 días. La hembra se encarga sola de la incubación y cuidado de las crías, puesto que es abandonada por el macho una semana o dos después de empezar la incubación. Los patitos permanecen en el nido unas 24–36 horas. El parasitismo de puesta es bastante común tanto por parte de otros porrones osculados como de otras especies de patos. Además las nidadas se mezclan con las de otras hembras en cuanto los patitos empiezan a ser más independientes. Las crías tardan en desarrollarse 55–65 días y alcanzar la capacidad de vuelo.

### Alimentación
Se alimenta principalmente de pequeños moluscos, crustáceos e insectos acuáticos, que captura buceando en las manchas de aguas lénticas que acostumbra a visitar. A lo largo de todo el año el 32% de sus presas son crustáceos, el 28% de insectos acuáticos y el 10% de moluscos; pero los insectos son sus presas predominantes durante la época de cría y los crustáceos son sus presas principales durante la migración y el invierno. En menor proporción también consumen plantas acuáticas y huevos de peces.